# エスティ・エルシーディ
エスティ・エルシーディ株式会社（英: ST Liquid Crystal Display Corporation、略称:STLCD）は、かつて存在した日本の液晶ディスプレイメーカー。愛知県知多郡東浦町に本社・工場を置いていた。

## 概要
ソニー株式会社と株式会社豊田自動織機の折半出資により設立。ソニー製品のデジタルカメラやビデオカメラなどの小型の液晶ディスプレイ（低温ポリシリコンLCD）を主に生産していた。
2007年（平成19年）12月1日付けでエスティ・モバイルディスプレイと経営統合し、ソニーモバイルディスプレイ株式会社となった。その後、2009年3月31日までに、ソニーの完全子会社に移行した。

## 沿革
- 1997年10月 - 会社設立。
- 1998年10月 - 工場完成。
- 1999年4月 - 生産開始。
- 2002年2月 - 増築（第2生産棟）完了。
- 2007年12月 - エスティ・モバイルディスプレイと経営統合し、ソニーモバイルディスプレイ株式会社が発足（出資比率：ソニー86%、豊田自動織機14%）その後、2009年度までにソニーの完全子会社となった。